# Robert Laurer
Robert Laurer (* 1899; † 1954) war ein Verleger von Zeitschriften und Büchern der Freikörperkultur-Bewegung.
1923 kam Laurer nach Egestorf bei Hamburg, wo er eines der größten Gelände der Freikörperkultur-Bewegung eröffnete. Er war Gründer und Inhaber des Robert Lauren Verlags, des damals weltweit bedeutendsten FKK-Zeitschriftenverlags, der seit 1924 von Egestorf aus verschiedene Lebensreform-, Sexualaufklärungs- und Freikörperkultur-Zeitschriften herausgab, so Die Freude (seit 1923–1929), das vierzehntäglich erscheinende Blatt Licht-Land (1924–1933), die monatliche Illustrierte Lachendes Leben (1925–1931), Tempo, Ideale Körperschönheit und Sonne im Leben.
1927 gründete er die Liga für freie Lebensgestaltung (Lffl). Verlag, Gelände und die Lffl waren eine der umfassendensten Freikörper-Vereinigungen vor 1933.

## Veröffentlichungen des Verlags Robert Laurer
- Robert Laurer: Nacktheit als Verbrechen. Der Kampf um 184 Str.GB im Lüneburger Nacktkulturprozeß, Egestorf 1927.
- Georg Bonne: Der gotische Mensch. Wege zur Volkseinheit und Volksgesundung, Egestorf 1927.
- J. Reissner: Natürliche Körperpflege – Hygiene und Nacktheit, Egestorf 1927.
- Werner Suhr: Das Gesicht des Tanzes, Egestorf 1927.
- Walther Brauns: Den Freien die Welt! Bilder aus der Lebensgestaltung neuer Menschen, Egestorf 1926.
- Therese Mülhause-Vogeler: Freie Lebensgestaltung. Ein Beitrag zur Neuformung des Lebensstiles, Egestorf 1926.